# تناسق الدرر في تناسب السور
تناسق الدرر في تناسب السور للإمام الحافظ جلال الدين السيوطي (849-911هـ) كتاب لطيف، تناول فيه مؤلفه من علوم القرآن، ألا وهو ترتيب السور وتناسقها ومناسباتها، وإيضاح ما في ذلك من إعجاز وبيان ومقاصد وطبع أيضاً باسم: أسرار ترتيب القرآن.

## أنموذج من الكتاب
قال الإمام السيوطي: